# (6206) Corradolamberti
(6206) Corradolamberti es un asteroide perteneciente al cinturón de asteroides, región del sistema solar que se encuentra entre las órbitas de Marte y Júpiter, más concretamente a la familia de Coronis, descubierto el 15 de octubre de 1985 por Edward Bowell desde la Estación Anderson Mesa (condado de Coconino, cerca de Flagstaff, Arizona, Estados Unidos).

## Designación y nombre
Designado provisionalmente como 1985 TB1. Fue nombrado Corradolamberti en homenaje a Corrado Lamberti, escritor y divulgador de astronomía y uno de los fundadores y actual director de la revista de astronomía italiana l'Astronomia. Con su trabajo durante los últimos 20 años, ha realizado una contribución fundamental a la difusión del conocimiento de la astronomía en Italia.

## Características orbitales
Corradolamberti está situado a una distancia media del Sol de 2,830 ua, pudiendo alejarse hasta 2,951 ua y acercarse hasta 2,709 ua. Su excentricidad es 0,042 y la inclinación orbital 1,103 grados. Emplea 1739,43 días en completar una órbita alrededor del Sol.

## Características físicas
La magnitud absoluta de Corradolamberti es 13,1. Tiene 5,886 km de diámetro y su albedo se estima en 0,353. 